# Thomas Crofton Croker
Thomas Crofton Croker (* 15. Januar 1798 in Cork; † 8. August 1854 in London) war ein irischer Altertumsforscher.

## Leben
Er widmete sich der Sammlung alter Poesie und Folklore aus dem irischen Kulturraum. Er unterstützte die Gründung der Percy- und der Camden-Gesellschaft. Gemeinsam mit seiner Frau untersuchte er Begräbnis- und Trauerrituale. Seine Märchensammlung Irische Elfenmärchen (Fairy Legends and Traditions of the South of Ireland) (1825–28) erschien in sechs Auflagen; der erste Band wurde 1826 durch die Brüder Grimm ins Deutsche übersetzt. Croker starb 1854 und wurde auf dem Friedhof von Brompton in London beigesetzt.

## Werke
- Researches in the South of Ireland. 1824.
- Fairy Legends and Traditions of the South of Ireland. 3 Bände, 1825–1827 (erster Band auf Deutsch Irische Elfenmärchen).
- Legends of the Lakes. 2 Bände, 1829.
- Daniel O’Rourke. 1829.
- Barney Mahoney. 1832.
- Popular Songs of Ireland. 1837.